# Франко-бургундские войны (1471—1475)
Франко-бургундские войны 1471—1475 годов — вооружённые конфликты между королём Франции Людовиком XI и бургундским герцогом Карлом Смелым.

## Франко-бургундские отношения
После окончания Столетней войны франко-бургундский союз, оформленный в 1435 году Аррасским договором, начал ослабевать, так как Франция больше не нуждалась в поддержке могущественного соседа, а герцог Бургундский опасался усиления позиций короля. Со времени войны с Лигой Общественного блага Людовик XI находился в постоянной конфронтации с Карлом Смелым, сумевшим навязать сюзерену два весьма невыгодных договора.
Угроза войны возникла в 1470 году, когда из Англии в Нормандию бежал потерпевший поражение в борьбе за власть граф Уорик. Пока шли переговоры с французами, он отправил свои корабли на охоту за бургундскими купцами, поскольку герцог был союзником Эдуарда IV. Торговцы, ограбленные во французских водах, жаловались королю, тот обещал компенсировать их потери, но вместо этого одни из них были брошены в тюрьму в Руане, а другие убиты.
Герцог снарядил сорок или пятьдесят кораблей и в отместку отправил их грабить берега Нормандии, а послам короля, которые потребовали объяснений, крикнул в своей обычной манере:

Между нами, португальцами, есть обычай, что когда те, кто представляются нашими друзьями, становятся друзьями наших врагов, мы вызываем все сто тысяч чертей из преисподней.— Petit-Dutaillis, p. 363
Людовик поторопился избавиться от Уорика, и заодно способствовал продолжению гражданской войны, которая помешала бы англичанам напасть на Францию в союзе с бургундцами. Он устроил примирение графа с королевой Маргаритой Анжуйской и предоставил субсидию для вербовки наёмников. Благодаря его помощи Уорик изгнал из страны короля Эдуарда и восстановил на троне Генриха VI. Король Франции направил в Англию послов с предложением совместного нападения на Бургундию, где укрылся Йорк.
Сам он в ноябре 1470 собрал в Туре ассамблею знати, прелатов и губернаторов, на которой изложил свои претензии к Карлу Смелому. Главными из которых были упрёки в том, что Конфланский и Пероннский договоры были навязаны силой, и даже сам герцог их не соблюдает. Выслушав жалобы короля, собрание постановило, что он вправе не соблюдать означенные договоры.

## Кампания 1471 года
В январе 1471 французские войска вторглись в Пикардию. Коннетаблю Луи де Люксембургу было поручено овладеть городами на Сомме, уступленными Карлу по Конфланскому договору. Амьен отклонил предложение сдаться, но Сен-Кантен в обмен на обещание освободить на 16 лет от податей впустил королевские войска.
Герцог потребовал у коннетабля, державшего от него фьефы, исполнять вассальную службу, а когда тот отказался, конфисковал его земли во Фландрии и Артуа.
Армия Антуана де Шабанна, графа де Даммартена овладела Руа и склонила к сдаче Амьен. Собранная в Лионе армия, состоявшая из дворян и вольных стрелков из Дофине под командованием графа дофина Овернского, бастарда Арманьяка графа Комменжа, графа Перигорского Алена д'Альбре вторглись на бургундские земли и проникли в Маконне и до самых границ Бургундского герцогства. Генеральный наместник Франш-Конте Жан II де Нёшатель успешно оборонял Маконне, не позволив французам добиться существенных результатов, но на другом направлении королевские войска взяли Клюни, Шароль, Паре-ле-Моньяль, и 14 марта разбили бургундцев при Бюкси. Действия французов сорвали планы Карла Смелого по вторжению в Шампань.
Герцог Бургундский собрал 30-тыс. армию, и двинулся к Сомме. Король приказал Даммартену наблюдать за действиями противника и оборонять Амьен, избегая решительного сражения. Бургундцы напали на Пикиньи и сожгли город, гарнизон которого укрылся в замке.
Коннетабль после неудачной попытки овладеть Бапомом разграбил аббатства Амбуаз и Окур, а также несколько замков, после чего отступил в Сен-Кантен. Армия герцога переправилась через Сомму и 10 марта осадила Амьен.
Людовик прибыл в Ам, чтобы лично руководить военными действиями. Французы часто устраивали вылазки и перед городом происходили постоянные стычки. Герцог пытался навязать французам сражение, но Людовик, посоветовавшись со своими военачальниками, решил не ввязываться в бой с превосходящими силами противника, и 4 апреля заключил перемирие на три месяца. К этому времени французские войска продвигались на северо-запад Бургундского герцогства, овладев городами Жонвель и Шатель-сюр-Мёз, в то время как бургундское наступление через Аваллуа на Ниверне было безуспешным.

## Перемирие
В ноябре 1471 Карл Смелый отменил для своих подданных юрисдикцию Парижского парламента; отныне высшей инстанцией стал Дижонский совет, а в 1474 в Дижоне был образован отдельный парламент для Бургундии. Этот акт означал формальный выход из-под французского сюзеренитета. В том же году герцог по примеру Карла VII образовал постоянную армию — ордонансовые роты.
Пока длилось перемирие, Эдуард IV, получивший помощь от Карла Смелого, высадился в Англии и вернул себе трон, разгромив Ланкастеров в двух сражениях. Людовик оказался в большой опасности, так как Йорк жаждал ему отомстить за поддержку своих врагов. При известии о смене власти в Англии подняли голову вечные противники французского короля — Франциск II Бретонский и Карл Гиенский. Последний, лишившийся после рождения дофина надежд занять престол, предложил Карлу Смелому союз в обмен на руку его наследницы. Герцог дал своё согласие и даже подписал какое-то письменное обязательство, но Филипп де Коммин, сообщая об этом, указывает, что такие же обещания на протяжении всего трёх лет были даны ещё пяти знатнейшим принцам Европы, и ни одно из них герцог не собирался выполнять.
Коннетабль вызвался быть посредником в переговорах герцога Гиенского с Карлом Смелым, рассчитывая путём лавирования между королём и герцогом Бургундским выкроить для себя феодальное владение на захваченных пикардийских территориях. Людовик не простил ему этого предательства.

## Феодальная коалиция
В течение 1471 против Людовика сформировалась новая феодальная коалиция. Герцог Бретонский 26 июня женился на дочери Гастона IV де Фуа, враждовавшего с королём; в июле герцог Гиенский покинул двор и вернулся в свои владения, обратившись к папе с просьбой разрешить его от клятвы не жениться на Марии Бургундской, которую он дал своему брату. Он вызвал из Испании Жана V д'Арманьяка, вернул ему владения, конфискованные королём в 1469, и Арманьяк, собрав армию, встал на границе Тулузы. Хуан II Арагонский и Иоланда, герцогиня Савойи обещали свою помощь коалиции. Стало известно о намерении Эдуарда IV высадиться на континенте. Некоторое время казалось, что Франция погибнет под натиском стольких врагов.
3 октября 1471 перемирие было продлено договором в Ле-Кротуа, по которому Людовик возвращал бургундцам Амьен и Сен-Кантен.
24 мая 1472 герцог Гиенский умер после продолжительной болезни. Ещё 14 декабря 1471 умерла его метресса Николь де Шамб, дама де Монсоро, которая всячески подогревала его ненависть к королю, поскольку тот конфисковал владения её мужа. Поползли слухи, что они оба были отравлены. Противники Людовика воспользовались этим: герцог Бретонский открыто обвинил короля в убийстве собственного брата и двинул войска в долину Луары. Карл Смелый пошёл ещё дальше, выпустив манифесты, в которых утверждал, что Людовик ещё в 1470-м подкупил нескольких его приближённых, чтобы те его отравили.
Людовик, предупреждённый своими агентами о том, что брат при смерти, немедленно выступил в поход с 15—16-тыс. войском, и за несколько дней без сопротивления подчинил владения брата. Теперь ему не за чем было соблюдать договор в Кротуа, который он так и не ратифицировал. Наместником Гиени был назначен Пьер де Божё.
Затем Людовик выступил к границам Бретани. Медленно продвигаясь, он занял Шантосе, Ансени, Машикур и направился к Нанту.

## Кампания 1472 года
Весной 1472 Карл Смелый собрал армию, которая, по словам Коммина, была очень сильной, лучшей, чем когда-либо, и состояла из 1200 копий, в которых на каждого кавалериста приходилось три конных лучника, а в каждом отряде десять кавалеристов, не считая лейтенанта и знаменосца.

### Взятие Неля
11 июня, за четыре дня до окончания перемирия, герцог переправился через Сомму и подошёл к Нелю. В городе размещался отряд вольных стрелков под командованием Малыша Рене. Он отразил первые атаки бургундцев, а на следующий день было установлено перемирие и начались переговоры о сдаче. Договориться не удалось, осаждённые убили герольда и ещё двух человек, и тогда герцог приказал даме де Нель покинуть город. Нель был взят штурмом и большая часть людей перебита.
Говорили, что, въехав на лошади в церковь Нотр-Дам, где на полу валялись окровавленные трупы, Карл Смелый воскликнул: «Ребята, вы устроили прекрасную бойню!».
Пленных, во главе с Малышом Рене, повесили, некоторых отпустили из жалости, но отрубили им кисти рук. По словам Коммина, герцог объяснял свою жестокость местью за смерть Карла Гиенского и огорчением из-за потери Амьена и Сен-Кантена.
Расправа над Нелем произвела сильное впечатление. Вольные лучники из гарнизона Руа заставили своего командира сдать город бургундцам, так как опасались, что герцог и их не пощадит. Затем сдался Мондидье.

### Осада Бове
По пути в Нормандию бургундцы попытались овладеть Бове, но наткнулись на упорное сопротивление, которое прославило этот город и породило легенду про Жанну Ашетт. После неудачной осады (27 июня — 22 июля) Карл Смелый был вынужден отступить.

### Поход в Нормандию
Вторгшись в Нормандию, Карл Смелый три месяца опустошал землю Кэ, взял незащищённые города Э и Сен-Валери. Подошёл к Дьеппу, но войска коннетабля, графа де Даммартена и маршала Жоашена де Руо, следовавшие за его армией, перехватывавшие конвои и отдельные подразделения, помешали ему начать осаду. Затем бургундцы сожгли Лонгвиль, после чего подошли к Руану, где четыре дня стояли в ожидании герцога Бретонского, который должен был переправиться через Сену и присоединиться к ним.

### Шампань. Бургундия. Бретань
В это время граф де Русси действовал на границе Шампани. Он взял Тоннер, сжёг Монсанжон и разграбил окрестности Жуаньи, Труа и Лангра. Граф дофин Овернский в ответ опустошил часть Бургундии. Наступательные действия французов в этой кампании ограничились операциями на границах Франш-Конте, Лотарингии и Маконне, а войска Карла Смелого, поднявшись по течению Йонны, вторглись в Ниверне.
Герцог Бретонский не смог присоединиться к Карлу Смелому, так как против него действовала армия во главе с королём. Людовик приказал своим военачальникам следовать за бургундцами, тревожить их мелкими нападениями и действовать на коммуникациях, гасконский капер Гийом де Казнов совершал налёты на побережье Нидерландов. Сам король сосредоточился на борьбе с герцогом Бретонским, которого надо было вывести из борьбы, так как он заключил союз с Эдуардом IV и ожидал высадки англичан.
Коннетабль отделился от графа де Даммартена и вторгся в Артуа, сжигая города и деревни в отместку за опустошение Нормандии. Наконец, Карл Смелый, войско которого страдало от болезней, нехватки продовольствия и не получало жалования, в конце октября вернулся в свои владения, напоследок разрушив Нёшатель, а по пути разграбив владения коннетабля.
В ходе этой кампании в августе 1472 Филипп де Коммин бежал из расположения бургундской армии и перешёл на службу к Людовику.

## Санлисское перемирие. Конец феодальной коалиции
3 ноября в Санлисе было заключено перемирие на пять месяцев, затем оно было продлено на год. Людовик закончил кампанию в Бретани, заставив герцога 15 октября подписать перемирие. Герцог Алансонский, арестованный и обвинённый в намерении передать свои домены Карлу Смелому, во второй раз был приговорён Парижским парламентом к смерти, но Людовик снова помиловал старого заговорщика, утратившего после этого всякое политическое влияние.
Жану V д'Арманьяку повезло меньше. 11 июня 1472 он был вынужден сдать Лектур Пьеру де Божё, но когда королевские войска покинули его земли, неожиданно напал на город, овладел им при помощи жителей и захватил в плен сира де Божё. Против него был организован новый поход, и 4 марта 1473 Лектур был взят и разграблен, а Жан погиб.
Таким образом феодальная коалиция была разрушена, а Карл Смелый в 1473 обратился в сторону Германии, попытавшись добиться у императора королевской короны.
В 1473—1475 Карл Смелый заключил ряд союзов, направленных против императора и короля Франции: с Матьяшем Хуньяди, Венецией, Пфальцем, Савойей, Миланом и Арагоном. Его войска вторглись в Эльзас и вмешались в войну в Кёльнском архиепископстве. Людовик парировал действия Карла, заключив союз с императором и договорившись со швейцарцами, которым помог заключить мир с их старинными врагами Габсбургами. В 1474 швейцарские войска пришли на помощь эльзасцам, и началась швейцарско-бургундская война, которая заставила Карла ещё раз продлить перемирие с Францией.
После возобновления военных действий и бургундских набегов на Пикардию представители Франции, Бургундии и Бретани в конце декабря 1473 съехались в Компьене для заключения нового перемирия. Король находился неподалёку, чтобы контролировать действия канцлера д'Ориоля, великого магистра Даммартена и сеньора де Крана. У Людовика вызывала опасение возможность новой антифранцузской коалиции между бургундцами, герцогом де Бурбоном и коннетаблем, при поддержке Хуана II, поэтому король был вынужден пойти на уступки. Компьенское перемирие было заключено 26 февраля и ратифицировано Людовиком 1 марта. Затем оно продлевалось с 15 до 30 мая, и далее до 15 июня.
13 июня в Круа-Сент-Уане, близ Компьена, Людовик объявил о пролонгации перемирия до 1 мая следующего года. Послы Франции, Бургундии и Бретани должны были снова собраться в Компьене 1 октября для заключения окончательного мира.

## Кампания 1475 года
30 апреля 1475 истекал срок перемирия, и Людовик решил возобновить военные действия, пользуясь тем, что Карл был занят осадой Нойса, а император готовился выступить на помощь осаждённым. Французские войска атаковали Пикардию, Бургундию, Франш-Конте и Люксембург. В обеих Бургундиях они «убивали, жгли, грабили и угоняли мужчин и женщин», а в Пикардии были сожжены Ле Троншуа, Мондидье, Руа, Корби и Дуллан.
К Аррасу было послано войско адмирала Бурбона. Находившиеся в городе Жак де Люксембург-Линьи и Пьер де Бурбон-Каранси выступили ему навстречу, но были наголову разбиты и попали в плен.
Коннетабль пытался организовать новую лигу против короля, в составе герцогов Бретонского, Бурбона, Немура, короля Рене Доброго, графа Мена и герцога Бургундии, но тот считал Сен-Поля предателем и сообщил Людовику о его планах.
Единственным союзом, который мог помочь Карлу, был союз с Англией: 6 июля 1475 Эдуард IV высадился в Кале, чтобы начать войну с Францией. В преддверии этого события герцог Бургундский снял осаду Нойса, и 19 июня подписал мир с императором, вышедшим таким образом из коалиции с французами и швейцарцами. Однако, французский поход Эдуарда неожиданно быстро закончился подписанием перемирия в Пикиньи, так как англичане не получили обещанной поддержки: герцог Бретонский не двинулся с места, Карл Смелый отправил свои войска действовать в Лотарингии и Эльзасе, а коннетабль, обещавший Эдуарду сдать Сен-Кантен, слова не сдержал.
Избавившись от англичан, Людовик продолжил военные действия, двинув две армии в Бургундию. Войска герцога Бурбонского атаковали графство Осер, захватили Бар-сюр-Сен, 20 июня разбили противника у Гипи, близ Шато-Шинона, где был взят в плен Антуан де Люксембург, и угрожали Дижону. Другое войско, под командованием Жана де Жокура, выступив из Невера и пройдя через Морван, опустошило окрестности Отёна. Французы предприняли наступление в Тоннеруа, Осеруа, Маконне и Шароле. Карл Смелый, бывший не в состоянии воевать на два фронта, согласился на девятилетнее перемирие, подписанное его канцлером и представителями Франции адмиралом Бурбоном, Филиппом де Коммином и Эмбером де Батарне 13 сентября 1475 в Солёвре.

## Итоги
Карлу Смелому окончание войны давало возможность сосредоточиться на войне со швейцарцами и завоевании Лотарингии. Людовик, предпочитавший воевать чужими руками, тайно помогал противникам Бургундии деньгами, рассчитывая, что война затянется надолго и ослабит герцога. Серия поражений Карла Смелого в войне со швейцарцами и его неожиданная гибель в битве при Нанси, оставившая Бургундское государство без лидера, позволила Людовику начать решительную борьбу за Бургундское наследство.

## Комментарии
1. ↑  Карл Смелый был сыном португальской принцессы, и стремясь к созданию независимого королевства, называл себя португальцем, указывая этим, что Бургундия занимает по отношению к Франции такое же положение, какое Португалия — в отношении Испании